# Königlich Bayerisches 9. Feldartillerie-Regiment
Das 9. Feldartillerie-Regiment war ein Artillerieregiment der Bayerischen Armee.

## Geschichte
Am 1. Oktober 1901 wurde der Verband durch die Abgabe der I. Abteilung des 3., sowie aus der jeweils 6. Fahrenden Batterie des 1. und 3. Feldartillerie-Regiments in Freising gebildet. Es gliederte sich in zwei Abteilungen zu drei Batterien sowie zwei Fahrenden Batterien.
Zusammen mit dem 4. Feldartillerie-Regiment „König“ bildete es die 2. Feldartillerie-Brigade. Letzter Friedensstandort war seit 1. Oktober 1905 die Artilleriekaserne in Landsberg am Lech.

### Erster Weltkrieg

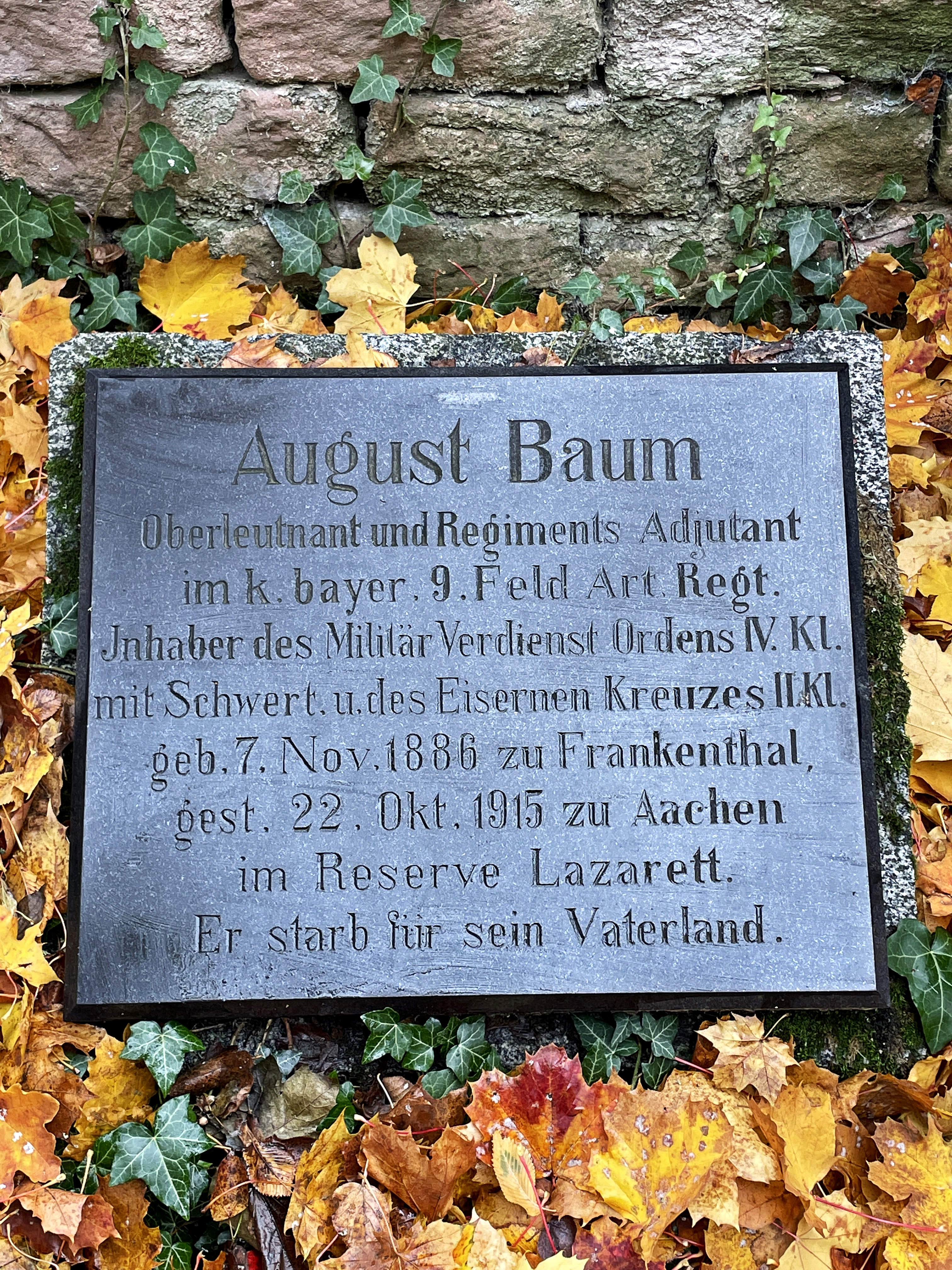
Hauptfriedhof Frankenthal (Pfalz), Grab des Regimentsadjutanten, † 1915

Zu Beginn des Ersten Weltkriegs machte das Regiment am 2. August 1914 mobil. Im Verbund mit der 2. Infanterie-Division nahm es zunächst an den Grenzgefechten und der Schlacht in Lothringen teil, kämpfte bei Nancy-Épinal und ging ab Oktober 1914 in den Stellungskrieg an der Somme über.
Ende Dezember 1914 wurden die 3. und 4. Batterie zu vier Geschützen an das Reserve-Feldartillerie-Regiment 8 abgegeben. Aus je einem Zug der 1. und 2. Batterie wurde eine neue 3. Batterie und aus je einem Zug der 4. und 5. Batterie eine neue 4. Batterie gebildet. Ende März 1915 war das Regiment wieder von Abgaben betroffen. Der jeweils dritte Zug der 1. und 6. Batterie schied für Neuformationen aus.
Ab Mitte Oktober lag der Verband in Stellungskämpfen in Flandern und im Artois, machte von Mai bis Juli 1916 die Schlacht um Verdun sowie im Oktober/November 1916 die Schlacht an der Somme mit. Anschließend ging es zwischen Maas und Mosel wieder in den Stellungskrieg.
Gemäß Verfügung des Kriegsministeriums vom 12. Januar 1917 erhielt das Regiment eine III. Abteilung. Diese wurde aus dem Stab und der 7. Batterie der 2. Ersatz-Abteilung des 1. Feldartillerie-Regiments „Prinzregent Luitpold“ gebildet und am 20. Februar 1917 mobil gestellt. Kurz darauf unterstellte man das Regiment ab 4. März dem neugebildeten Artilleriekommandeur der 2. Infanterie-Division. Im weiteren Kriegsverlauf nahm der Verband im Mai 1917 an der Schlacht an der Aisne teil und lag in Stellungskämpfen in den Argonnen und vor Verdun. Letztmals war es Ende März, Anfang April 1918 während der Großen Schlacht in Frankreich offensiv. Im Anschluss befand sich das Regiment bis zum Waffenstillstand in permanenten Abwehrkämpfen.

### Verbleib
Nach Kriegsende marschierten die Reste des Regiments in die Garnison zurück, wo ab 21. Dezember 1918 die Demobilisierung und anschließende Auflösung erfolgte. Aus Teilen bildete sich die Freiwilligen-Abteilung Mack mit drei Freiwilligen-Batterien. Nach der Bildung der Vorläufigen Reichswehr ging dieser Verband als II. Abteilung im Reichswehr-Artillerie-Regiment 21 auf.
Die Tradition übernahm in der Reichswehr durch Erlass des Chefs der Heeresleitung General der Infanterie Hans von Seeckt vom 24. August 1921 die 4. (Gebirgs-)Batterie des 7. (Bayerisches) Artillerie-Regiments in Landsberg am Lech. In der Wehrmacht wurde die Tradition durch die I. und II. Abteilung des Artillerieregiments 63 in Landsberg am Lech fortgeführt.

## Kommandeure
| Dienstgrad     | Name                        | Datum                                  |
| -------------- | --------------------------- | -------------------------------------- |
| Oberst         | Josef Peter                 | 01. Oktober 1901 bis 12. Dezember 1904 |
| Oberstleutnant | Emanuel Riezler             | 13. Dezember 1904 bis 22. Februar 1906 |
| Oberstleutnant | Karl Ebermeyer              | 23. Februar 1906 bis 14. April 1908    |
| Oberstleutnant | Emil Röder                  | 15. April 1908 bis 25. März 1910       |
| Oberstleutnant | Ernst Held                  | 26. März 1910 bis 25. März 1911        |
| Oberst         | Karl Düll                   | 26. März 1911 bis 6. Oktober 1914      |
| Oberst         | Theodor Pöhlmann            | 07. Oktober 1914 bis 25. Februar 1917  |
| Major          | Siegfried von und zu Aufseß | 26. Februar bis 29. Mai 1917           |
| Major          | Friedrich Lehmann           | 29. Mai bis 5. August 1917             |
| Major          | Eugen Abel                  | 16. August 1917 bis 17. Juni 1918      |
| Major          | Maximilian von Bodman       | 18. Juni bis 4. Oktober 1918           |
| Major          | Friedrich Lehmann           | 05. Oktober 1918 bis Januar 1919       |